# 吴天宝
吴天宝（？—1355年），又作吴天保，瑶族，元朝後期靖州路（今湖南省靖州苗族侗族自治县）人。
元顺帝至正六年（1346年）闰十月，靖州徭民吴天宝反元，攻陷黔阳县，至正七年（1347年）七月吴天保攻陷溆浦县、辰溪县等县。九月丁卯，吴天保攻打宝庆路（今湖南省邵阳市），湖广行省右丞相沙班军败死。吴天保众至六万，继续攻打沅州路（今湖南省怀化市），攻陷武冈路（今湖南省武冈市）。十一月庚戌，湖广行省平章政事苟尔，率兵讨伐吴天保。十一月甲寅，吴天保攻陷靖州。孛罗不花与威顺王宽彻不花于靖州讨吴天保。至正九年（1349年）三月，吴天宝率部再攻沅州路，十二月攻辰州路（今湖南省沅陵市）。至正十五年（1355年）八月，苗军元帅吴天保死，其部众据荣阳反元，归降刘福通。